# آسیاب محمد جان مطلاکوه
آسیاب محمد جان مطلاکوه مربوط به دوره قاجار است و در شهرستان املش، بخش رانکوه، روستای مطلاکوه واقع شده و این اثر در تاریخ ۲۷ بهمن ۱۳۸۲ با شمارهٔ ثبت ۱۱۰۰۳ به‌عنوان یکی از آثار ملی ایران به ثبت رسیده است.